# Arthur Zarden
Arthur Heinrich Ludwig Zarden (né le 27 avril 1885 à Hambourg, mort le 18 janvier 1944 à Berlin) est un expert financier allemand, secrétaire d'État au Ministère du Reich aux Finances pendant la République de Weimar.

## Jeunesse et formation
La jeunesse de Zarden est peu connue. Selon sa fille, il connaît sa vie durant un tempérament pessimiste et fluctuant . Zarden quitte Hambourg en 1904 et étudie le droit à l'université de Lausanne, puis à Munich, Berlin et Kiel. Il est diplômé à Kiel en 1908, promu Doctor iuris utriusque en 1909 à Rostock. Fin 1912, il est nommé assesseur.

## Administration des finances de Hambourg
Zarden commence sa carrière à la Steuerdeputation, une sous-division de l'administration des finances de Hambourg.  Il est nommé en 1917 au Conseil exécutif de cette institution, cependant dissoute le 1er avril 1920 dans le cadre de la grande réforme du Reich (Erzbergersche Reform). Le 24 juillet 1920, Zarden épouse Edith Orenstein, fille de l'Industriel Benno Orenstein, et emménage chez elle à Berlin.

## Ministère du Reich aux Finances
La gestion financière de l'ensemble du Reich vient d'être centralisée, sous l'autorité du nouveau Ministère du Reich aux Finances berlinois. La pénurie de juristes compétents permet alors à certains de grimper rapidement les échelons de la hiérarchie. Zarden, ainsi que le futur Ministre des Finances du Reich, Johann Ludwig Comte de Schwerin von Krosigk y commencent leur carrière au milieu des années 1920. Zarden est surtout fiscaliste. 
Arthur Zarden adhère au Parti populaire allemand, parti national et libéral, très critique envers le traité de Versailles et la politique fiscale menée par Matthias Erzberger, opposé à la Constitution de Weimar et partisan de la création d'un État unitaire.
Zarden soutient l'harmonisation et la centralisation fiscales. Il participe activement à l'introduction du Reichsnotopfer, un impôt exceptionnel sur la fortune des personnes physiques et morales, , de la Zwangsanleihe ou emprunt obligatoire, de l'impôt sur les revenus du capital et de l'impôt sur la fortune. On le considère comme le père des « bons fiscaux » ou Tax Remission Certificates qui permettent aux entreprises de bénéficier de réductions d'impôts et de liquidités.

## Secrétaire d'État
Dès la démission de Johannes Popitz en 1929, Zarden ambitionne de devenir secrétaire d'État, mais le ministre Paul Moldenhauer nomme le juriste Hans Schäffer, du Ministère du Reich à l'Économie.
Le 2 juin 1932, le Chancelier du Reich Franz von Papen appelle le comte Schwerin von Krosigk au poste de Ministre des Finances du Reich. Schwerin von Krosigk fait immédiatement d'Arthur Zarden son secrétaire d'État, et ils se répartissent d'emblée les prérogatives du ministère : à Zarden la fiscalité du Reich, à Schwerin von Krosigk le budget.
Le niveau de vie de Zarden fait vite scandale : il roule en Maybach Zeppelin DS 7 aux frais de l'État, habite un appartement moderne de 12 pièces de l'Alsenstraße à Berlin-Tiergarten, convie fréquemment à des dîners somptueux plus 40 convives, entretient des relations avec les familles d'industriels influents. Il passe alors ses congés d'été alternativement à Heiligendamm ou dans les grands hôtels d'Engadine. Son mode de vie dispendieux pose problème, car Zarden a contribué de façon décisive à étendre l'impôt sur la fortune, ce qu'il a justifié par de nombreux commentaires juridiques. Son prédécesseur et concurrent Hans Schäffer dit plus tard de lui:
« Zarden menait une existence mondaine bien plus active que nous autres fonctionnaires; et le Ministère du Reich aux Finances ne voyait pas d'un bon œil  la fréquentation, à titre privé, des plus gros contribuables du Reich. »
La critique oublie alors volontiers que Zarden a épousé la riche héritière de Orenstein & Koppel, ce qui lui permettait de justifier son style de vie luxueux.
Pendant la grande dépression les experts financiers du ministère se séparent en deux camps : certains plaident face à l'envolée du chômage pour une stricte orthodoxie financière et une stricte austérité, d'autres souhaitent une politique keynésienne.
L'expérience de l'hyperinflation avait déjà amené Zarden à soutenir le Cabinet Brüning, qui tentait de renforcer la monnaie par une politique d'austérité. Si le marché des capitaux semble en effet insuffisant pour soutenir une politique de la demande, les conséquences sociales de cette politique sont cependant très lourdes, et ont sans doute contribué à aggraver la crise.
Lors des élections législatives de juillet 1932, Adolf Hitler réalise une percée significative avec 37,3 % des suffrages. Le NSDAP est alors le seul parti à proposer une politique de création d'emplois par le crédit et les grands travaux. Arthur Zarden devient alors à de nombreux titres une cible pour les nazis :  partisan de l'austérité, adhérent d'un parti réformiste, de confession juive et menant une vie dispendieuse, il correspond aux clichés de l'ennemi dans la propagande national-socialiste. Dès le printemps 1932, Hans Pfundtner, fonctionnaire du Ministère du Reich à l'Intérieur, avait recensé dans un mémorandum Zarden parmi les secrétaires d'État à éloigner lors d'un prochain changement de gouvernement.

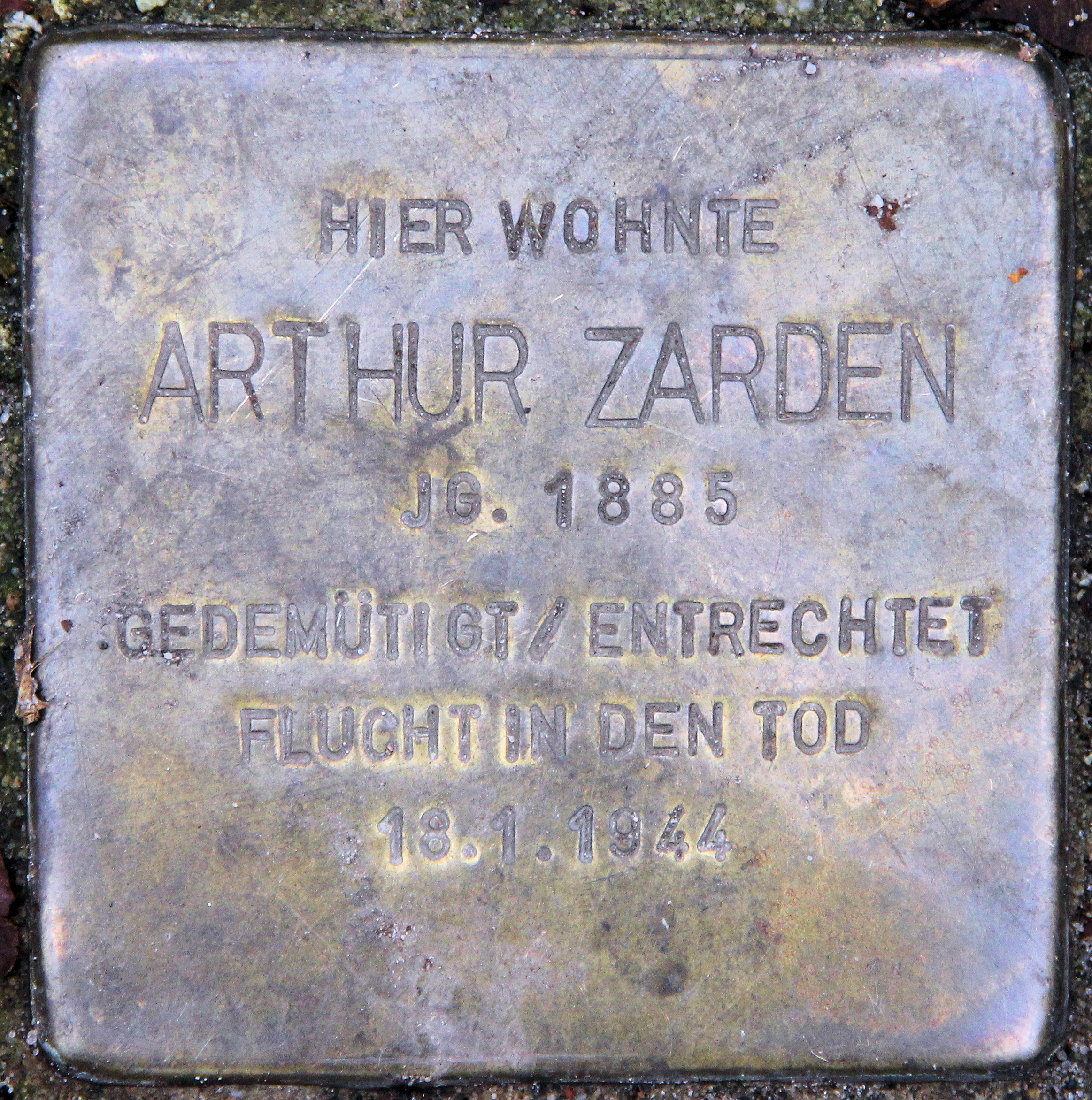
Pierre d'achoppement devant le domicile d'Arthur Zarden, Goßlerstraße 21, Berlin-Dahlem

## Retraite forcée
Schwerin von Krosigk, qui reste Ministre du Reich aux Finances jusqu'en 1945, doit remplacer Zarden par Fritz Reinhardt en avril 1933, sur intervention personnelle d'Hitler et en raison de la loi allemande sur la restauration de la fonction publique. 
Schwerin von Krosigk rapporte plus tard que Zarden obtient une courte audience auprès d'Hitler et la promesse d'un poste correspondant à ses compétences, promesse qui reste cependant lettre morte.  Schwerin von Krosigk doit décider du motif de la retraite forcée de Zarden, conformément à la loi:
- § 3, mis en retraite en raison de ses origines non aryennes,

- § 4, licencié sans délai en raison de son activité politique,

- § 5, muté avec réduction du traitement.

Schwerin von Krosigk ne choisit pas entre ces possibilités, mais place Zarden, 48 ans, en retraite provisoire puis définitive du service en septembre 1933.

## Circonstances du décès
Si Arthur Zarden connaît des membres de la résistance, il ne fait cependant pas partie d'un mouvement de résistance. Il rencontre régulièrement des membres du SeSiSo-Club. Le 10 septembre 1943, invité au thé par Elisabeth von Thadden, membre du Cercle Solf, Zarden participe activement à la discussion sur la situation militaire desespérée du Reich. L'espion Paul Reckzeh fait part de cette discussion à la Gestapo. À l'aube du 12 janvier 1944, les convives de cette conversation sont arrêtés et incarcérés à la prison de  Berlin-Halensee. Arthur Zarden saute par la fenêtre de la cage d'escalier le 18 janvier 1944 et décède lors du transport à l'hôpital.